# Estadio Silvio Piola (Novara)
El Estadio Silvio Piola es un estadio de usos múltiples en Novara, Italia. En la actualidad se utiliza sobre todo para los partidos de fútbol y es la casa del Novara Calcio. El estadio tiene capacidad para 17.875 personas y fue nombrado en honor del exfutbolista y leyenda italiana Silvio Piola. Dada la promoción del club a la Serie A, es el segundo estadio más pequeño de la liga por capacidad.